# 常仲连
常仲连（1914年—2010年），男，河南孟县人，中华人民共和国军事人物，中国人民解放军少将，曾任沈阳空军高炮指挥部司令员，沈阳军区空军副司令员。